# Catálogo Ryom
El Ryom Verzeichnis o Catálogo Ryom es un repertorio de las obras de Antonio Vivaldi (abreviado como RV), elaborado por el musicólogo danés Peter Ryom, quien lo publicó en 1973. La clasificación la realizó Ryom basándose no en la cronología de las obras, sino en otros tres criterios: el género, los instrumentos para los que se compuso la obra y la tonalidad. 